# Li Chunli
Li Chunli (chinesisch 李春麗 / 李春丽, Pinyin Lǐ Chūnlì; * 28. Februar 1962 in Guiping) ist eine ehemalige chinesische und später neuseeländische Tischtennisspielerin. Beim World Cup 1997 holte sie Bronze und wurde als Teil der chinesischen Mannschaft im Jahr 1982 Asienmeisterin.

## Werdegang
Li Chunli wurde eine der besten Tischtennisspielerinnen in China und war vor allem im Doppel erfolgreich. Zweimal wurde sie chinesische Meisterin im Mixed. Li wanderte 1987 nach Neuseeland aus und vertrat anschließend ihr neues Land, bis sie 2004 ihre Karriere beendete, um Nationaltrainerin zu werden.
Sie nahm an vier Olympischen Spielen und zweimal an den Commonwealth Games teil. 2011 kam sie aus ihrem Ruhestand heraus und begann, Neuseeland wieder zu vertreten. Li führte das neuseeländische Team bei den Commonwealth Games 2014 in Glasgow an. Mehrere Jahre lang hielt sie sich zeitweise in Tokio auf um in der einträglichen japanischen Profiliga anzutreten.
Bei den Neujahrsauszeichnungen 2017 wurde Li zum Mitglied des neuseeländischen Verdienstordens für Verdienste um Tischtennis ernannt.

## Privat
Li Chunli's jüngere Schwester Li Karen und der Bruder Li Aaron sind ebenfalls eine neuseeländische Nationalspieler.

## Turnierergebnisse
| Verband | Veranstaltung      | Jahr | Ort          | Land | Einzel               | Doppel           | Mixed      | Team |
| ------- | ------------------ | ---- | ------------ | ---- | -------------------- | ---------------- | ---------- | ---- |
| CHN     | Asienmeisterschaft | 1982 | Jakarta      | IDN  |                      |                  |            | 1    |
| NZL     | Olympische Spiele  | 2004 | Athen        | GRE  | letzte 32            | letzte 16        |            |      |
| NZL     | Olympische Spiele  | 2000 | Sydney       | AUS  | letzte 32            | sofort ausgesch. |            |      |
| NZL     | Olympische Spiele  | 1996 | Atlanta      | USA  | sofort ausgesch.     |                  |            |      |
| NZL     | Olympische Spiele  | 1992 | Barcelona    | ESP  | sofort ausgesch.     |                  |            |      |
| NZL     | Commonwealth Games | 2014 | Glasgow      | SCO  | letzte 16            |                  |            | 3    |
| NZL     | Commonwealth Games | 2002 | Manchester   | ENG  | Gold                 | Silber           | Halbfinale | 3    |
| NZL     | Pro Tour           | 2003 | Guangzhou    | CHN  | letzte 32            | letzte 32        |            |      |
| NZL     | Pro Tour           | 2003 | Kōbe         | JPN  | letzte 32            |                  |            |      |
| NZL     | Weltmeisterschaft  | 2012 | Dortmund     | GER  |                      |                  |            | 48   |
| NZL     | Weltmeisterschaft  | 2010 | Moskau       | RUS  |                      |                  |            | 36   |
| NZL     | Weltmeisterschaft  | 2003 | Paris        | FRA  | letzte 32            | letzte 32        |            |      |
| NZL     | Weltmeisterschaft  | 2001 | Osaka        | JPN  | letzte 64            |                  | letzte 128 |      |
| NZL     | Weltmeisterschaft  | 2000 | Kuala Lumpur | MAS  |                      |                  |            | 32   |
| NZL     | Weltmeisterschaft  | 1999 | Eindhoven    | NED  | letzte 32            |                  | letzte 32  |      |
| NZL     | Weltmeisterschaft  | 1991 | Chiba        | JPN  |                      | letzte 32        |            |      |
| NZL     | World Cup          | 2013 | Kōbe         | JPN  | Qual.                |                  |            |      |
| NZL     | World Cup          | 2012 | Huangshi     | CHN  | ICC-Group (2. Platz) |                  |            |      |
| NZL     | World Cup          | 1998 | Taipei       | TPE  | Viertelfinale        |                  |            |      |
| NZL     | World Cup          | 1997 | Shanghai     | CHN  | 3. Platz             |                  |            |      |